# Фожас де Сен-Фон, Бартелеми
Бартелеми Фожас де Сен-Фон (17 мая 1741 — 18 июля 1819) — французский геолог.

## Биография
Учился в иезуитском колледже Лиона, затем получил высшее юридическое образование в школе права в Гренобле и первоначально занимался адвокатурой, в том числе работал при парламенте, а в 1765 году стал президентом Сенешальского суда, однако в скором времени начал совершать поездки в Альпы, чтобы отдохнуть от начавшей утомлять его службы, и вскоре серьёзно заинтересовался геологией: изучал форму, структуру и состав скал и в 1775 году открыл богатое кремниевое месторождение в Веле. 
В 1776 году начал переписку с Жоржем-Луи Бюффоном; тот вызвал его из Монтелимара в Париж и устроил при королевском ботаническом саде Людовика XVI в качестве секретаря. В 1788 году получил место королевского комиссара по горной части, что дало ему возможность предпринимать научные экспедиции в разные места Франции, Великобританию, Германию, Италию, Голландию, Богемию и открыть несколько новых рудных месторождений. Популяризовал результаты своих изысканий в статьях «Annales de Muséum» и отдельных изданиях. Был первым учёным, указавшим на вулканическую природу базальтовых колонн в Фингаловой пещере на острове Стаффа. В 1793 году стал профессором при Саде растений и занимал этот пост до 1818 года, когда вышел в отставку и меньше чем через год скончался в своём поместье в Дофине.
Наиболее известные научные труды: «Sommaires sur Bernard Palissy»; «Recherches sur la province du Dauphiné»; «Recherches sur les volcans éteints du Vivarais et du Velay» (1778; в этой работе он высказал собственную теорию происхождения вулканов). Постоянно пользовался дружеским расположением и поддержкой со стороны Бюффона, который перед смертью поручил ему продолжение своих научных работ. Известен также интересом к опытам братьев Монгольфье: в 1783—1784 годах испытывал вместе с ним аэростат.